# 2194 Arpola
2194 Arpola este un asteroid din centura principală, descoperit pe 3 aprilie 1940 de Yrjö Väisälä.